# Park Hee-kyung
Park Hee-kyung (kor. 박희경, ur. 8 czerwca 1979) – koreański florecista, brązowy medalista mistrzostw świata.
W 1996 roku zdobył indywidualnie złoty medal w rywalizacji kadetów na mistrzostwach świata juniorów w Tournai.
Podczas mistrzostw świata w Petersburgu w 2007 roku reprezentacja Korei Południowej w składzie: Choi Byung-chul, Jung Chang-yong, Park Hee-kyung i Son Young-ki zdobyła brązowy medal w zawodach drużynowych. W rywalizacji indywidualnej zajął tam 68. miejsce.
Na igrzyskach olimpijskich w Atenach w 2004 roku zajął siódme miejsce drużynowo i jedenaste indywidualnie. Były to jego jedyne starty olimpijskie.